# Saint-Léger-du-Bois
Saint-Léger-du-Bois là một xã ở tỉnh Saône-et-Loire trong vùng Bourgogne-Franche-Comté nước Pháp.

## Thông tin nhân khẩu
Theo điều tra dân số năm 1999, xã này có dân số 520.
Con số ước tính năm 2005 là 529 người.